# Чемпионат мира по спортивной гимнастике 1970

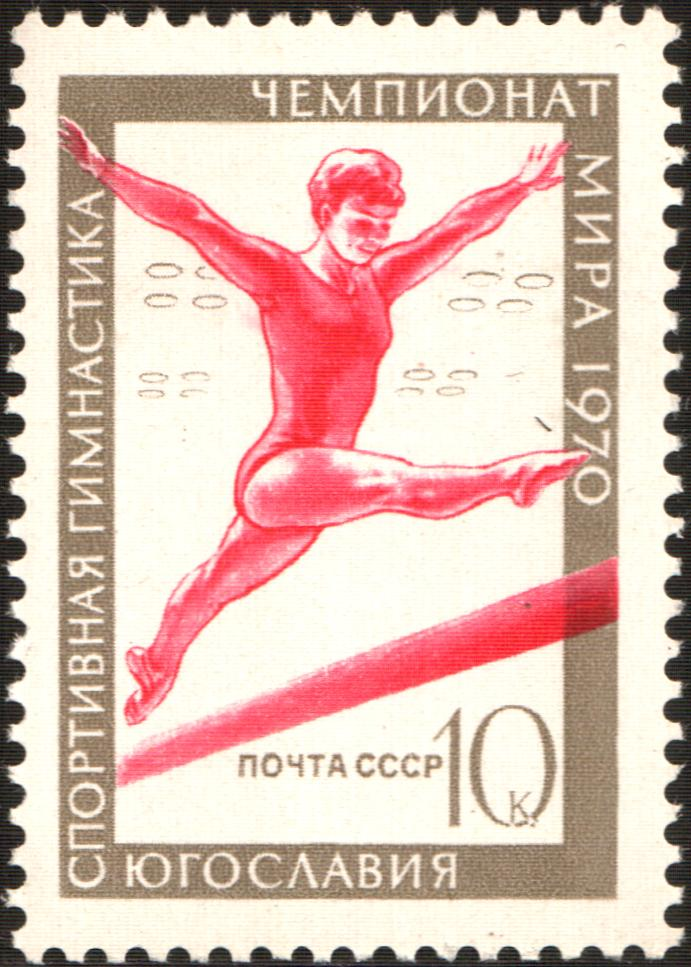
Почтовая марка СССР, 1970 год.

17-й Чемпионат мира по спортивной гимнастике проходил с 22 по 27 октября 1970 года в Любляне (Югославия).

## Общий медальный зачёт
| Место | Страна       | Золото | Серебро | Бронза | Всего |
| ----- | ------------ | ------ | ------- | ------ | ----- |
| 1     | Япония       | 7      | 6       | 4      | 17    |
| 2     | СССР         | 3      | 5       | 8      | 16    |
| 3     | ГДР          | 3      | 3       | 3      | 9     |
| 4     | Югославия    | 1      | 0       | 0      | 1     |
| 5     | США          | 0      | 1       | 0      | 1     |
| 6     | Чехословакия | 0      | 0       | 1      | 1     |

## Медалисты

### Мужчины
| Дисциплина                | Золото                                                                                                | Серебро | Бронза                                                                                          |
| Командное многоборье      | Япония · Такудзи Хаята · Фумио Хомма · Такэси Като · Эйдзо Кэммоцу · Акинори Накаяма · Мицуо Цукахара | СССР · Георгий Богданов · Сергей Диомидов · Валерий Карасёв · Виктор Клименко · Виктор Лисицкий · Михаил Воронин | ГДР · Маттиас Бреме · Герард Дитрих · Клаус Кёсте · Петер Кунце · Бернд Шиллер · Вольфганг Тюне |
| Индивидуальное многоборье | Эйдзо Кэммоцу Япония                                                                                  | Мицуо Цукахара Япония                                                                                            | Акинори Накаяма Япония                                                                          |
| Вольные упражнения        | Акинори Накаяма Япония                                                                                | Эйдзо Кэммоцу Япония                                                                                             | Такэси Като Япония                                                                              |
| Конь                      | Мирослав Церар Югославия                                                                              | Эйдзо Кэммоцу Япония                                                                                             | Виктор Клименко СССР                                                                            |
| Кольца                    | Акинори Накаяма Япония                                                                                | Мицуо Цукахара Япония                                                                                            | Михаил Воронин СССР                                                                             |
| Опорный прыжок            | Мицуо Цукахара Япония                                                                                 | Виктор Клименко СССР                                                                                             | Такэси Като Япония                                                                              |
| Параллельные брусья       | Акинори Накаяма Япония                                                                                | Эйдзо Кэммоцу Япония Михаил Воронин СССР                                                                         | не присуждалась                                                                                 |
| Перекладина               | Эйдзо Кэммоцу Япония                                                                                  | Акинори Накаяма Япония                                                                                           | Клаус Кёсте ГДР Такудзи Хаята Япония                                                            |

### Женщины
| Дисциплина                | Золото | Серебро | Бронза |
| Командное многоборье      | СССР · Любовь Бурда · Ольга Карасёва · Тамара Лазакович · Лариса Петрик · Людмила Турищева · Зинаида Воронина | ГДР · Ангелика Хельман · Карин Бюттнер-Янц · Марианна Ноак · Рихарда Шмайсер · Кристина Шмитт · Эрика Цухольд | Чехословакия · Соня Браздова · Люба Красна · Гана Лишкова · Марианна Неметова-Крайчирова · Богумила Ржимначова · Марцела Вахова |
| Индивидуальное многоборье | Людмила Турищева СССР                                                                                         | Эрика Цухольд ГДР                                                                                             | Зинаида Воронина СССР |
| Опорный прыжок            | Эрика Цухольд ГДР                                                                                             | Карин Бюттнер-Янц ГДР                                                                                         | Людмила Турищева СССР Любовь Бурда СССР                                                                                         |
| Разновысокие брусья       | Карин Бюттнер-Янц ГДР                                                                                         | Людмила Турищева СССР                                                                                         | Зинаида Воронина СССР |
| Бревно                    | Эрика Цухольд ГДР                                                                                             | Кэтлин Ригби США                                                                                              | Кристина Шмитт ГДР Лариса Петрик СССР                                                                                           |
| Вольные упражнения        | Людмила Турищева СССР                                                                                         | Ольга Карасёва СССР                                                                                           | Зинаида Воронина СССР |